# Unio gibbus
La náyade jorobada (Unio gibbus) es una especie de molusco bivalvo de agua dulce de la familia  Unionidae. En la península ibérica se distribuye exclusivamente en el río Barbate, mientras que en el norte de África puede encontrarse en ríos de Marruecos, Argelia y Túnez. Actualmente se encuentra en peligro de extinción.